# جوستان

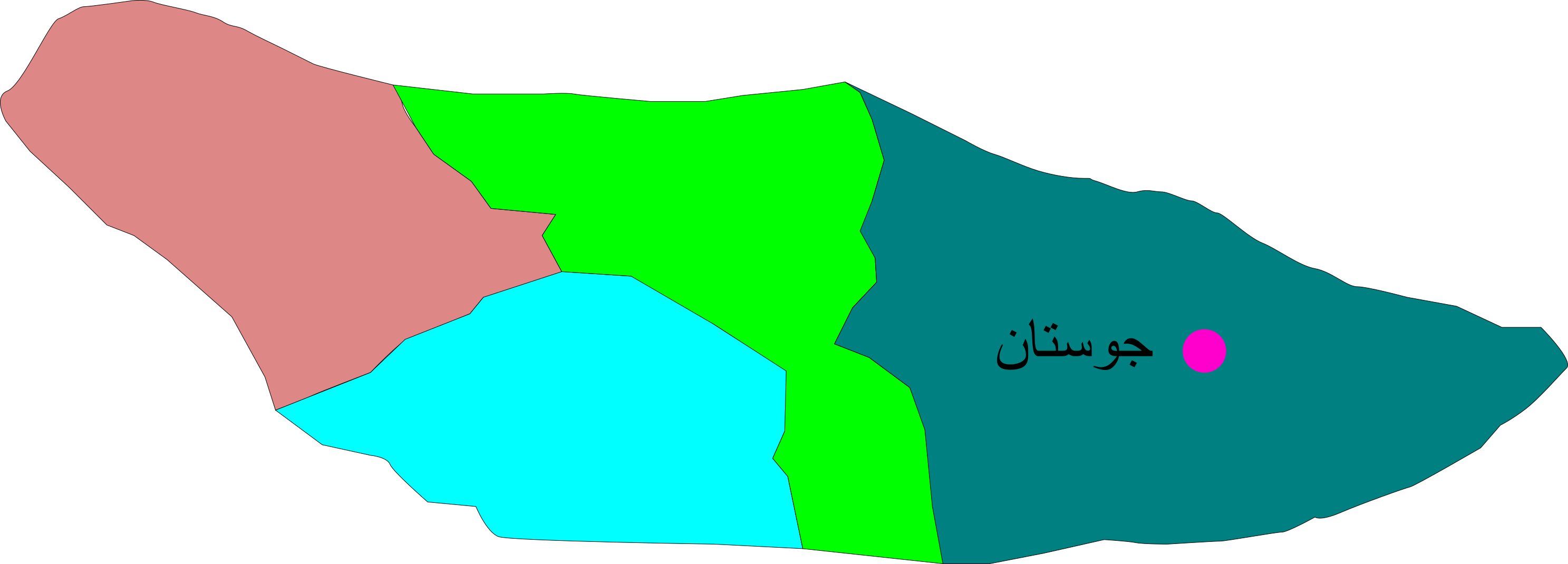
محل قرارگیری جوستان در شهرستان طالقان

جوستان از دهکده‌های زیبای شهرستان طالقان در استان البرز ایران است. این روستا در مرکز دهستان جوستان قرار دارد.

## آثار تاریخی

### تکیه قاجاری (حسینیه)

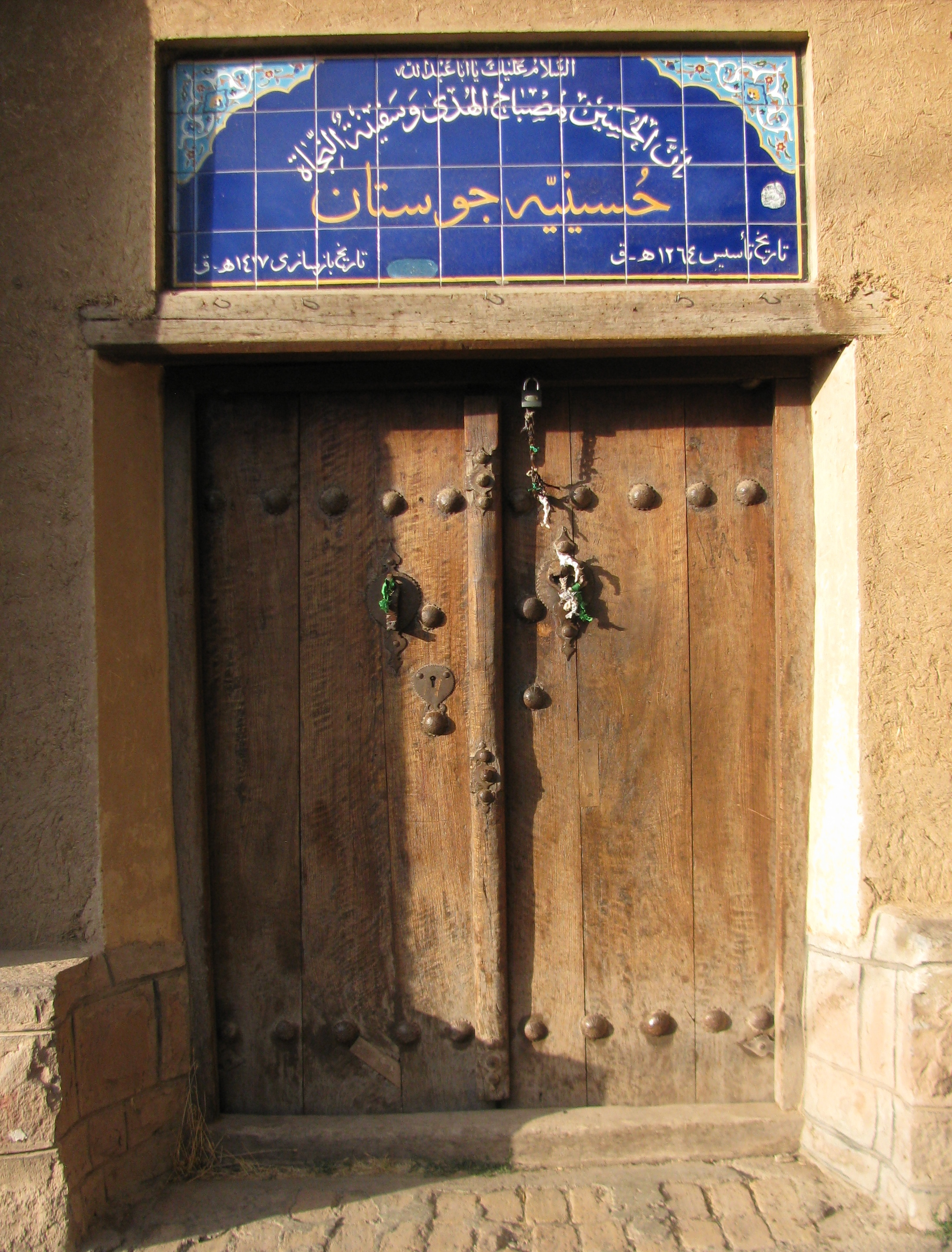
تکیه روستای جوستان

تکیه روستای جوستان مربوط به دوره قاجار است و در شهرستان طالقان، روستای جوستان واقع شده و این اثر در تاریخ ۱۲ بهمن ۱۳۸۱ با شمارهٔ ثبت ۷۰۵۱ به‌عنوان یکی از آثار ملی ایران به ثبت رسیده‌است.
این تکیه در سال ۱۲۶۴ هجری قمری تأسیس و در سال ۱۳۷۵ تا ۱۳۷۸ توسط اداره کل میراث فرهنگی استان البرز با همکاری هیئت امنا و خیرین روستا بازسازی شد.

### محوطه باستانی پوله چال
حدود یک کیلومتری شمال شرق جوستان مکانی به مساحت ۴۵ در ۷۰ متر وجود دارد که مردم آن جا را پوله چال (محل چال کردن پول) می‌نامند.
به این دلیل که بعضی از کهنسالان روستا می‌گویند: وقتی بلدوزر برای درست کردن جاده آمده بود قلعه‌هایی کشف کرد که در آن زیورآلات اجناس قیمتی بود.
محوطه پوله چال مربوط به هزاره اول قبل از میلاد است و در شهرستان طالقان، روستای جوستان واقع شده و این اثر در تاریخ ۱۲ بهمن ۱۳۸۱ با شمارهٔ ثبت ۷۲۴۱ به‌عنوان یکی از آثار ملی ایران به ثبت رسیده‌است.

### امام زاده هارون

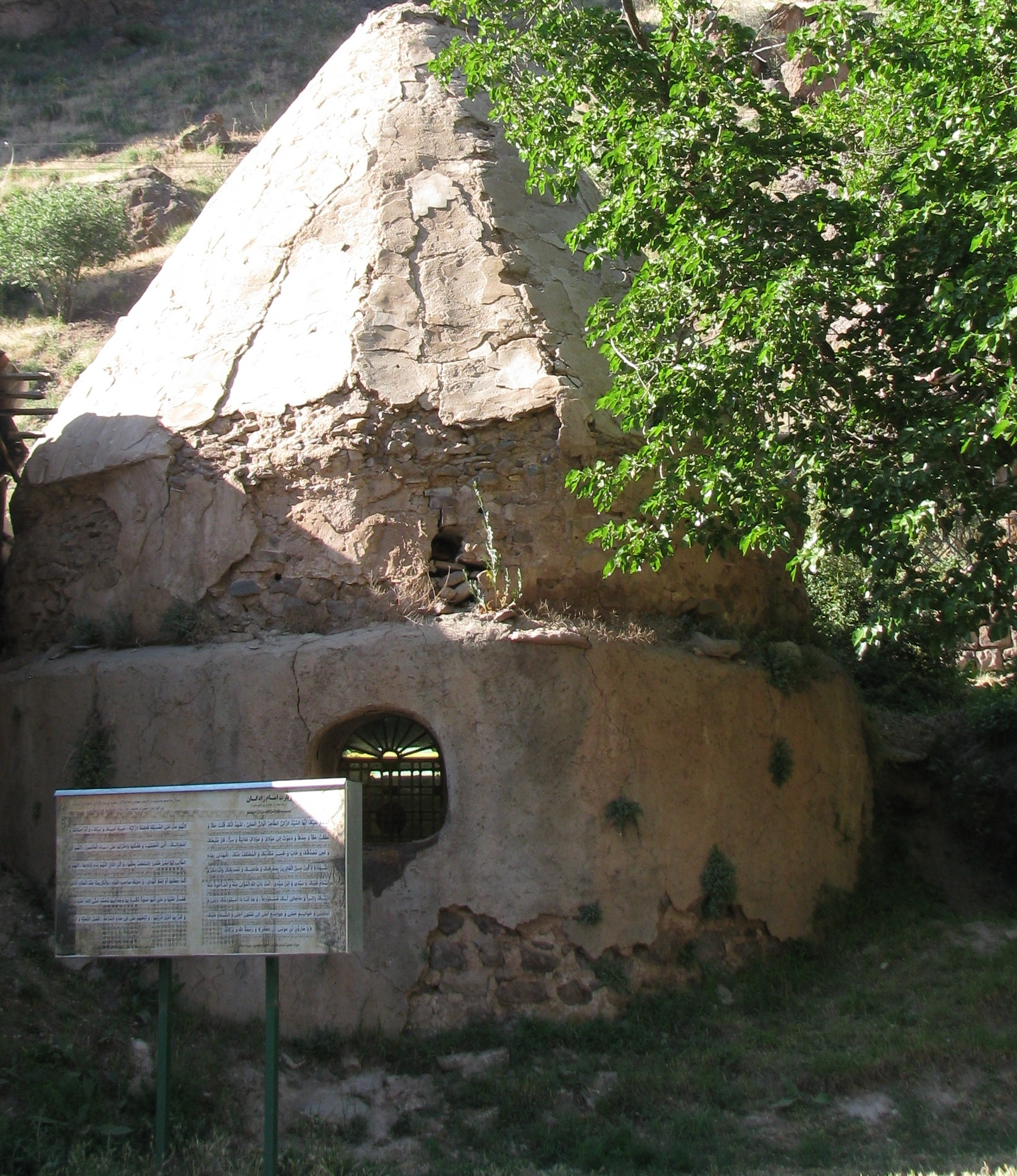
امامزاده هارون

امامزاده هارون آرامگاه هارون بن موسی فرزند موسی کاظم و برادر علی‌بن موسی‌الرضا مربوط به دوره صفوی است و در شهرستان طالقان، روستای جوستان واقع شده و این اثر در تاریخ ۱۲ بهمن ۱۳۸۱ با شمارهٔ ثبت ۷۰۵۶ به‌عنوان یکی از آثار ملی ایران به ثبت رسیده‌است.

## زبان
طالقانی‌ها به دو گویش مازندرانی و تاتی سخن می‌گویند. به عقیده برخی از صاحبنظران، گویش مردم طالقان به دو دسته مازندرانی و تاتی تقسیم می‌شود. روستاهایی که بین جوستان و کوه‌های کندوان قرار گرفته‌اند به زبان مازندرانی سخن می‌گویند. از جوستان به سمت باختر به تاتی طالقانی سخن می‌گویند.